# Dancing on the Edge
Dancing on the Edge è una miniserie televisiva britannica scritta e diretta da Stephen Poliakoff, e trasmessa in prima visione sulla rete BBC Two dal 4 febbraio al 10 marzo 2013.

## Trama
La miniserie segue le vicende di una band jazz di neri nella Londra degli anni '30. Composta da musicisti di talento e gestita dal compassionevole ma irascibile Wesley Holt, la band ottiene un ingaggio presso l'Imperial Hotel grazie all'astuto giornalista Stanley Mitchell, e ottiene un grande riscontro: gli aristocratici chiedono loro di suonare alle feste. I media si interessano alla band, che è anche associata al ricco uomo d'affari americano Walter Masterson e al suo entusiasta dipendente britannico Julian: il successo si fa sempre maggiore, con l'offerta di numerosi contratti discografici. Ma la tragedia è pronta ad abbattersi, innescando una catena di eventi che potrebbero rovinare la loro carriera.

## Riconoscimenti
- 2014 – Satellite Award[1][2]
  - Miglior mini-serie o film per la televisione
  - Candidatura per il per il miglior attore in una mini-serie o film per la televisione a Matthew Goode e Chiwetel Ejiofor
- 2014 – Golden Globe[3]
  - Candidatura per la miglior miniserie o film per la televisione
  - Candidatura per il miglior attore in una mini-serie o film per la televisione a Chiwetel Ejiofor
  - Candidatura per la miglior attrice non protagonista in una serie a Jacqueline Bisset
- 2014 – Primetime Emmy Awards[4]
  - Candidatura per il miglior attore protagonista in una miniserie o film a Chiwetel Ejiofor
- 2014 – Black Reel Awards[5]
  - Miglior attore in un film televisivo o serie tv a Chiwetel Ejiofor
- 2014 – Broadcasting Press Guild[6]
  - Miglior attore a Chiwetel Ejiofor
- 2014 – NAACP Image Award[7]
  - Candidatura per il miglior attore in un film televisivo, mini-serie o speciale drammatico a Chiwetel Ejiofor